# Badoon
Os Badoons ou Irmandade Badoon é uma raça alienígena reptiliana ficcional da Marvel Comics. Criados por Stan Lee e John Buscema na revista Silver Surfer #2, Outubro de 1968, os Badoons faziam uso da invisibilidade para preparar uma invasão da Terra, mas foram descobertos pelo Surfista Prateado. Também criaram um ciborgue super-poderoso chamado de "Monstro Badoon", derrotado pelo Surfista.
Os Badoons se dividiram em duas sociedades, uma masculina liderada por um Rei, vivendo no planeta Moord. E uma feminina, lideradas por uma rainha, vivendo no planeta Lotiara. São considerados ancestrais dos Krees e dos Skrulls, extraterrestres invasores mais conhecidos no Universo Marvel.
Eles enfrentaram os X-Men quando atacaram mundos extradimensionais de Arkon e Gamora (Uncanny X-Men Annual #5, 1981).

## Outras realidades
- Terra 691: Os Badoons são inimigos dos Guardiões da Galáxia, equipe de super-heróis do equivalente ao século XXX da Terra 616 (Universo Marvel original).
- Terra 93112: foram parte de uma Aliança Intergalática e sobreviveram a destruição provocada por Magus (Warlock and the Infinity Watch).
- Em outra realidade, eles foram conquistados por Kang, (Avengers Forever).